# Halasabalu, Chikmagalur
Halasabalu là một làng thuộc tehsil Chikmagalur, huyện Chikmagalur, bang Karnataka, Ấn Độ.